# Wolfram von Fritsch

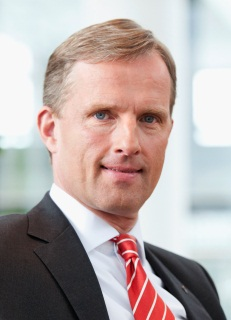
Wolfram von Fritsch

Wolfram Freiherr von Fritsch-Seerhausen (* 21. August 1961 in Düsseldorf) ist ein deutscher Manager.

## Werdegang
Nach Abitur an der Schule Schloss Salem 1980 und Wehrdienst absolvierte von Fritsch von 1982 bis 1984 in Frankfurt eine Banklehre bei der Commerzbank. Im Anschluss studierte er Rechtswissenschaften in Heidelberg und Bonn (1984–1989). Nach der demokratischen Volkskammerwahl 1990 leitete er von April bis Oktober 1990 das Büro der Staatssekretäre und des letzten Außenministers der DDR, Markus Meckel. So wirkte von Fritsch u. a. als Delegationsmitglied an den Verhandlungen zum Zwei-plus-Vier-Vertrag sowie zum Einigungsvertrag mit.
Nach dem zweiten juristischen Staatsexamen und Promotion wechselte von Fritsch 1993 zur Deutschen Bahn, zunächst als Assistent des Vorstandsvorsitzenden Heinz Dürr. Weitere Stationen im Rahmen der Tätigkeit für die Deutsche Bahn waren u. a. bei CSX Transportation in Florida (1996) und bei Japan Railways in Tokio (1998). Zwischen 2000 und 2002 übernahm er die Geschäftsführung bei Berlin Partner für Wirtschaft und Technologie, der Gesellschaft für Hauptstadt-Marketing des Landes Berlin. Im Jahre 2003 kehrte er zur Deutschen Bahn zurück als Vorsitzender der Regionalleitung der DB Regio in Hannover mit Zuständigkeit für den Personennahverkehr in Norddeutschland. Von 2008 bis 2017 führte er als Vorsitzender des Vorstands die Deutsche Messe AG in Hannover.
Von 2018 bis 2020 war er in Santiago de Chile mit der Projektsteuerung der UN-Klimakonferenz 2019 befasst, deren Gastgeberschaft Chile innehatte.
Er ist u. a. Board Member des  Institute for Strategic Dialogue, der politischen Denkfabrik R21 und der Hochschulallianz EUniWell.
Von Fritsch war Mitglied bzw. Vorsitzender mehrerer Gremien, unter anderem: Aufsichtsrat Alstom Transport Deutschland, Aufsichtsrat TÜV Nord, Verwaltungsrat VHV Gruppe, Außenwirtschaftsbeirat des Bundeswirtschaftsministers, Wirtschaftsbeirat Deutsche Welle, Beirat Norddeutsche Landesbank,  Beirat Bankhaus Hallbaum, Aufsichtsrat event it AG, Vorsitzender des Industrie-Club Hannover,  Vorstand des Instituts der Norddeutschen Wirtschaft, Stiftungsrat der Diakovere-Stiftung, Vizepräsident der Industrie- und Handelskammer Hannover, Kuratorium  Annastift in Hannover und Aufsichtsrat Diakonischen Dienste Hannover (DDH). Er ist Kommendator der Hannoverschen Genossenschaft des Johanniterordens.

## Privatleben
Von Fritsch ist evangelisch, verheiratet und hat vier Kinder. Er ist ein Bruder des Diplomaten Rüdiger von Fritsch, ein Nachfahre von Thomas von Fritsch, Jakob Friedrich von Fritsch, Karl Wilhelm von Fritsch und Carl von Fritsch sowie ein Großneffe von Werner von Fritsch.